# Kultura abwilska

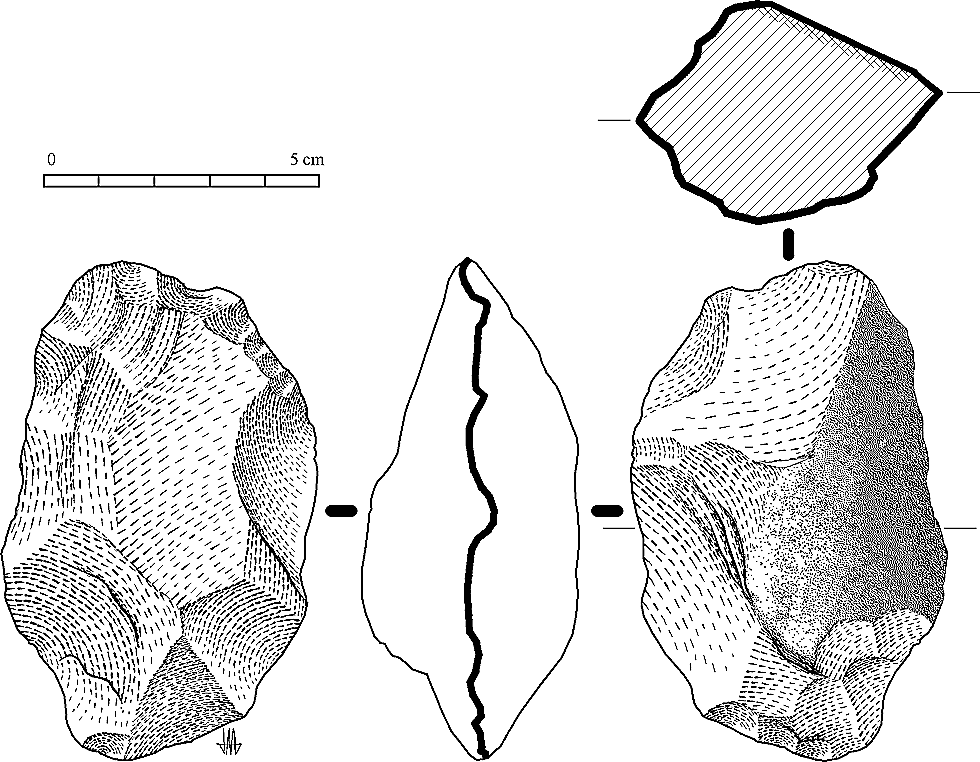
Narzędzia kultury abwilskiej z rzeki Duero koło Valladolid, Hiszpania.

Kultura abwilska, zwana pierwotnie kulturą szelską – dolnopaleolityczna, najstarsza z wyróżnionych do dziś europejskich kultur człowieka, pojawiła się na obszarze Europy około 700 tys. lat temu. Nazwa pochodzi od miejscowości Abbeville we Francji. Typowym narzędziem tej kultury jest pięściak. Jej szerzycielem był człowiek wyprostowany Homo erectus. Ustąpiła kulturze aszelskiej.